# Bioshock 2

BioShock 2 er et videospil udviklet af 2K Marin og udgivet på Windows, Xbox 360 og Playstation 3. Det er fortsættelsen til det succesrige videospil BioShock fra 2007. Spillet havde verdenspremiere den 9. februar 2010.